# Ciano
Marc Ciano Marra (født 1986) er en dansk-italiensk "reality"-stjerne kendt for dating-serien For lækker til love og Dagens Mand. Han vandt i 2014 Et ton cash, og blev 250.000 kr. rigere. Marc Ciano Marra har som bedste skuespiller, vundet et kursus til Københavns Filmskuespiller Skole, for sin rolle i Svend Ploug Johansen kortfilm Selvfed fra 2015.[kilde mangler]

## Ciano-projektet
Cianos eksponering i medierne blev oprindeligt tilrettelagt af to journaliststuderendes (Nicolai Achton og Kristoffer Eriksen) med det formål at illustrere, hvor nemt det er uden specielle egenskaber at blive stjerne, og hvor langt man kan komme med at fortælle løgnehistorier til den danske presse og dermed skabe sig en berømthed i stil med Sidney Lees.
Blandt andet lykkedes det trioen at udgive en musikvideo med titlen "Tænker på dig", hvor det skulle forstille, at Ciano lå og dyrkede hed sex med en nøgen Ibi Støving. De fik ham herefter med i Dagens Mand, hvor han gjorde sig særdeles upopulær ved påstå, at pigerne var langt under hans standard, men at han da godt kunne overtales til en god, rød bøf og et glas rødvin, selvom han måtte trækkes med en utiltalende pige.
Projektet skulle kulminere i et klimaks, hvor Ciano skulle narre hele realitykulturen og alle danske medier, når han på live tv i Go' aften Danmark, afslørede sin sande identitet som værende en mandlig sexarbejder. Ifølge Ciano blev konsekvenserne dog for store for ham "Kristoffer og Nicolai ville have mig til at være med i Go'aften Danmark, hvor jeg skulle lade som om, jeg var sexarbejder. De ville gerne vise, at medierne ikke havde nogen kildekritik og at de bare kunne få mig ind uden videre. Men der blev det for meget for mig jeg ville ikke fremstå som en mandlig luder."

## Filmografi
- Dagens Mand (TV2)
- For lækker til love (TV3)
- Et ton cash (TV3)
- 4-stjerners Middag (Kanal 5)
- Wipe-out (Kanal 5)
- Tæsk En Kendt (TV3)
- Min Mand Kan (Kanal 5)
- Rod i Køkkenet (Kanal 5)